# Saad Sirop
Saad Sirop (* 6. September 1972 in Bagdad) ist ein irakischer Geistlicher und emeritierter Apostolischer Visitator für die in Europa lebenden chaldäisch-katholischen Christen.

## Leben
Saad Sirop studierte Philosophie am Priesterseminar des Patriarchats von Babylon und Katholische Theologie an der Päpstlichen Universität Urbaniana in Rom. Sirop empfing am 13. Oktober 2001 das Sakrament der Priesterweihe für die Eparchie Saint Peter the Apostle of San Diego. Er erwarb an der Päpstlichen Universität Gregoriana in Rom ein Lizenziat im Fach Philosophie.
Von 2005 bis 2006 war Saad Sirop Pfarrer der Pfarrei St. Jakob in Bagdad und Direktor für die Studien am Babel College sowie Vizerektor der Fakultät für Katholische Theologie und Philosophie. 2008 wurde er im Fach Philosophie promoviert. Sirop wurde 2009 Pfarrer der chaldäischen Kathedrale St. Josef in Bagdad und Professor für Philosophie am Babel College.
Die Synode der chaldäisch-katholischen Bischöfe wählte ihn zum Weihbischof im Patriarchat von Babylon. Papst Franziskus stimmte seiner Wahl zum Weihbischof im Patriarchat von Babylon am 11. Januar 2014 zu und ernannte ihn zum Titularbischof von Hirta. Der chaldäisch-katholische Patriarch von Babylon, Louis Raphaël I. Sako, spendete ihm sowie auch Yousif Thomas Mirkis OP und Habib Al-Naufali am 24. Januar desselben Jahres die Bischofsweihe; Mitkonsekratoren waren der Kurienbischof im Patriarchat von Babylon, Shlemon Warduni, und der lateinische Erzbischof von Bagdad, Jean Benjamin Sleiman OCD.
Am 19. November 2016 ernannte ihn Papst Franziskus zum Apostolischen Visitator für die in Europa lebenden chaldäischen Christen.
Papst Leo XIV. nahm am 1. Juli 2025 seinen Amtsverzicht als Apostolischer Visitator für die in Europa lebenden chaldäisch-katholischen Christen an.